# Ban Gu
Ban Gu (Fuleng, 32-Luoyang, 92 d.C) foi um historiador, político e poeta chinês mais conhecido por sua participação na compilação do Livro de Hã, o segundo das 24 histórias dinásticas da China. Ele foi irmão do general militar e explorador, Ban Chao, figura importante na Dinastia Han.